# アトス自治修道士共和国

アトス自治修道士共和国
Αυτόνομη Μοναστική Πολιτεία του Αγίου Όρους（ギリシア語）

地域の標語：不明
地域の歌：不明

1. 
2. 
3. 
4. 
5. 
6. 

アトス自治修道士共和国（ギリシア語: Αυτόνομη Μοναστική Πολιτεία του Αγίου Όρους）は、ギリシャ共和国の中央マケドニア南方に所在するギリシャ正教最大の聖地、修道院共同体で一種の宗教国家である。
ギリシャ国内にありながら同国より治外法権が認められ、各国正教会の20の修道院・修道小屋（「ケリ」と呼称される）によって自治が行われる共和国である。首都はカリエス。ギリシャ共和国では正教会の一員たるギリシャ正教会が主要な宗教であるが、アトスでは正教会で第一の格式を持つ総主教庁であるコンスタンディヌーポリ総主教庁（コンスタンティノープル総主教庁）の管轄下にあり、現在も中世より受け継がれた厳しい修行生活を送る修道士が暮らす。約2,000人の修行僧が女人禁制のもと、祈りと労働の生活を送っている。
アトス山はギリシャ共和国領内にあるがEU法が適用されない欧州連合加盟国の特別領域に指定されている。そのためEU法は性別による差別を禁止しているが、アトス山は女人禁制の維持が法的に認められている。

## 概要
ギリシャ共和国北部テッサロニキの南東約130kmにあり、ハルキディキ半島の3つの岬のうち最北東の岬（アクティ半島）のほぼ最南端にアトス山（Mt.Athos、標高2,033m）がある。アトス山は「聖なる山」（ト・アヨン・オロス）と呼ばれ、周辺一帯は1988年世界遺産に登録されている。
アトス山およびアトス自治修道士共和国の所在するアクティ半島（アトス半島）は、海からの交通手段しかない全長約45kmの細長い岬となっており、幅5kmのその沿岸は断崖絶壁となっている。ここは、エーゲ海に臨む急崖と険しい山と深い森に囲まれており、他の地域とは隔絶された秘境となっている。

## 沿革

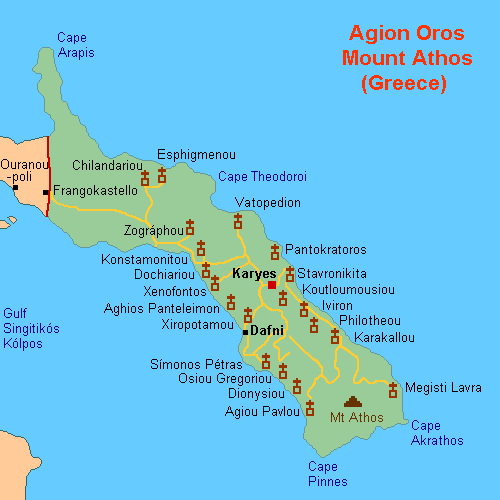
アトス山修道院分布図

この地に修道士たちが暮らしはじめたのは7世紀ごろのこととされている。聖地としての隆盛は、963年、聖アタナシオスが東ローマ帝国のニケフォロス2世フォカス（マケドニア王朝）により免税特権を賦与されたうえで、当地に初めてメギスティス・ラヴラ修道院を創立し、厳しい戒律に基づく共同生活という隠修のスタイルを生み出してからである。以後続々と大小の修道院が建てられ、11世紀初頭にはその数が60を超えていた時期があり、一時は衰退した時期もあったが、14世紀末には再び40か所に上っていたという。また、修道士の数は最盛期には6万に達したこともあるといわれる。コンスタンティノープルが陥落して東ローマ帝国が滅亡したのち、オスマン帝国の支配下にあってもそれぞれの修道院はよく正教の伝統を守り、16世紀ごろには、生計の糧としてイコンやフレスコ画などがつくられた。トルコのスルタンたちは、「昼夜を分かたず神の名が称えられる」アトスに、絶大な自治権を認めた。17世紀から18世紀にかけてのアトスは、ギリシャ人の民族心の砦のような役割を果たし、多くの優れた教育者を生み、また数多くの識者を育てた。1829年のギリシャ王国のトルコからの独立後はギリシャ政府の保護下に置かれ、治外法権を認められた独立の共和国として今日に至っている。
今日のアトス自治修道士共和国は、ISOの3166-2規格のうち、ギリシャの行政区分コードISO 3166-2:GRではGR-69になっており、国章は東ローマ帝国の国章そのままの「双頭の鷲」である。
なお、アトス山の守護聖人は「生神女マリヤ」である。アトスが古来「神の母」が宿る霊峰として信仰を集めた山であったことに由来している。伝承によれば、マリヤが旅の途中で嵐に遭ってアトスの海岸に避難したとき、その美しさに惹かれて自分の土地としたとされる。下船したマリヤは、アトスの異教の偶像を一瞬にして打ち倒し、この地に祝福を与えたとされる。なお、アトス山頂には十字架が立てられ、救世主顕栄聖堂が建てられている。

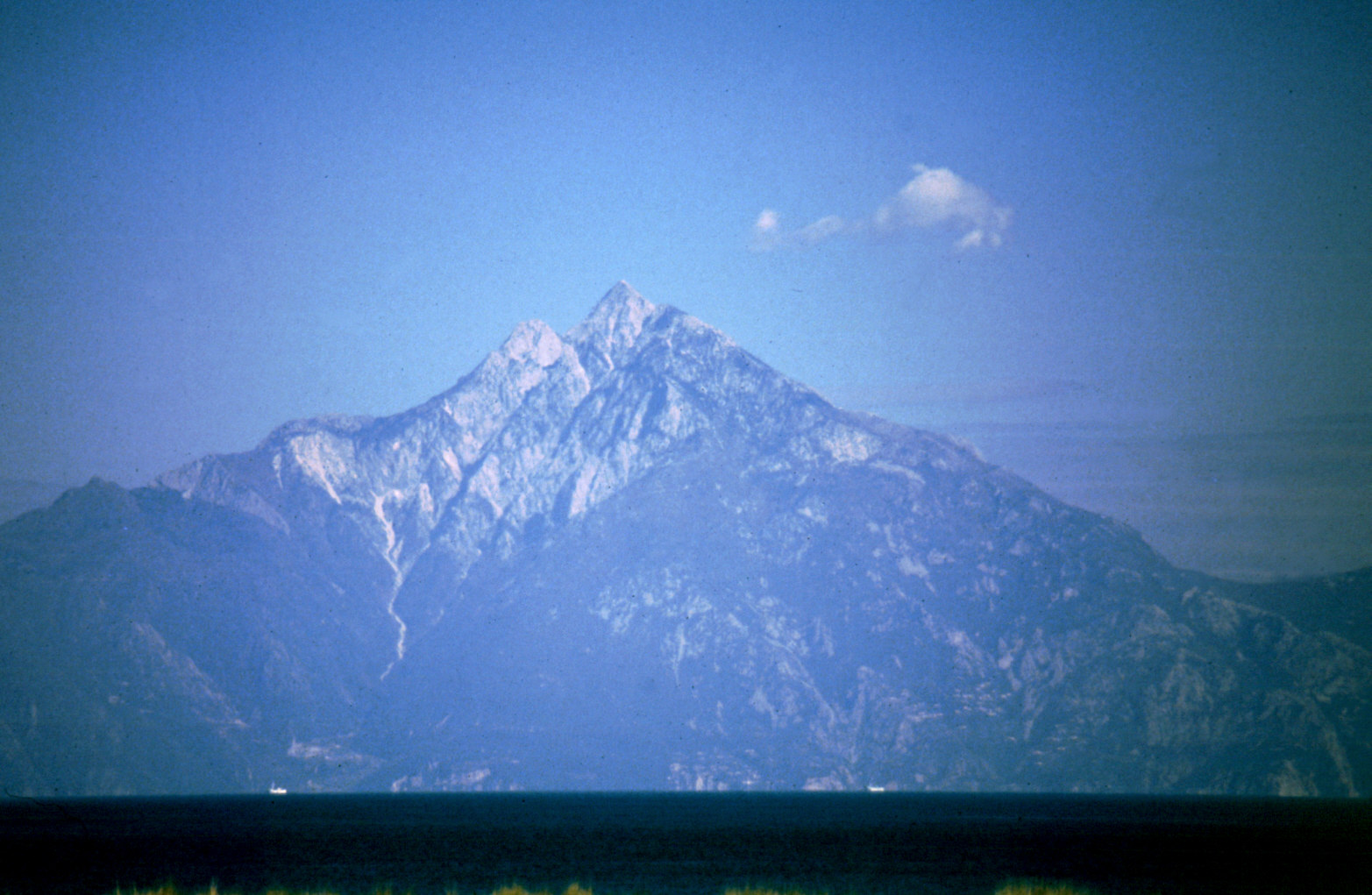
アトス山

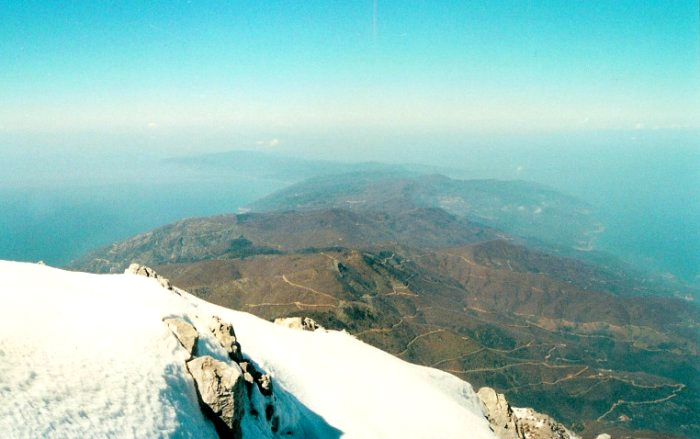
アクティ半島（アトス半島）

## 入山とアクセス

ヒランダル修道院

外国人の立ち入りについては事前の巡礼許可が必要であり、まずギリシャに入国して、ギリシャ外務省宗教課が発行する特別な査証を取得しなくてはならない。入国には数々の条件があり、申込書を提出してから査証が発給されるまで約1か月を要する。入国方法も特異であり、許可された者だけを小舟に乗せ、急崖の下のヒランダル修道院やクセノフォントス修道院の前に設けられた船着場から上陸させる方法を採っている。

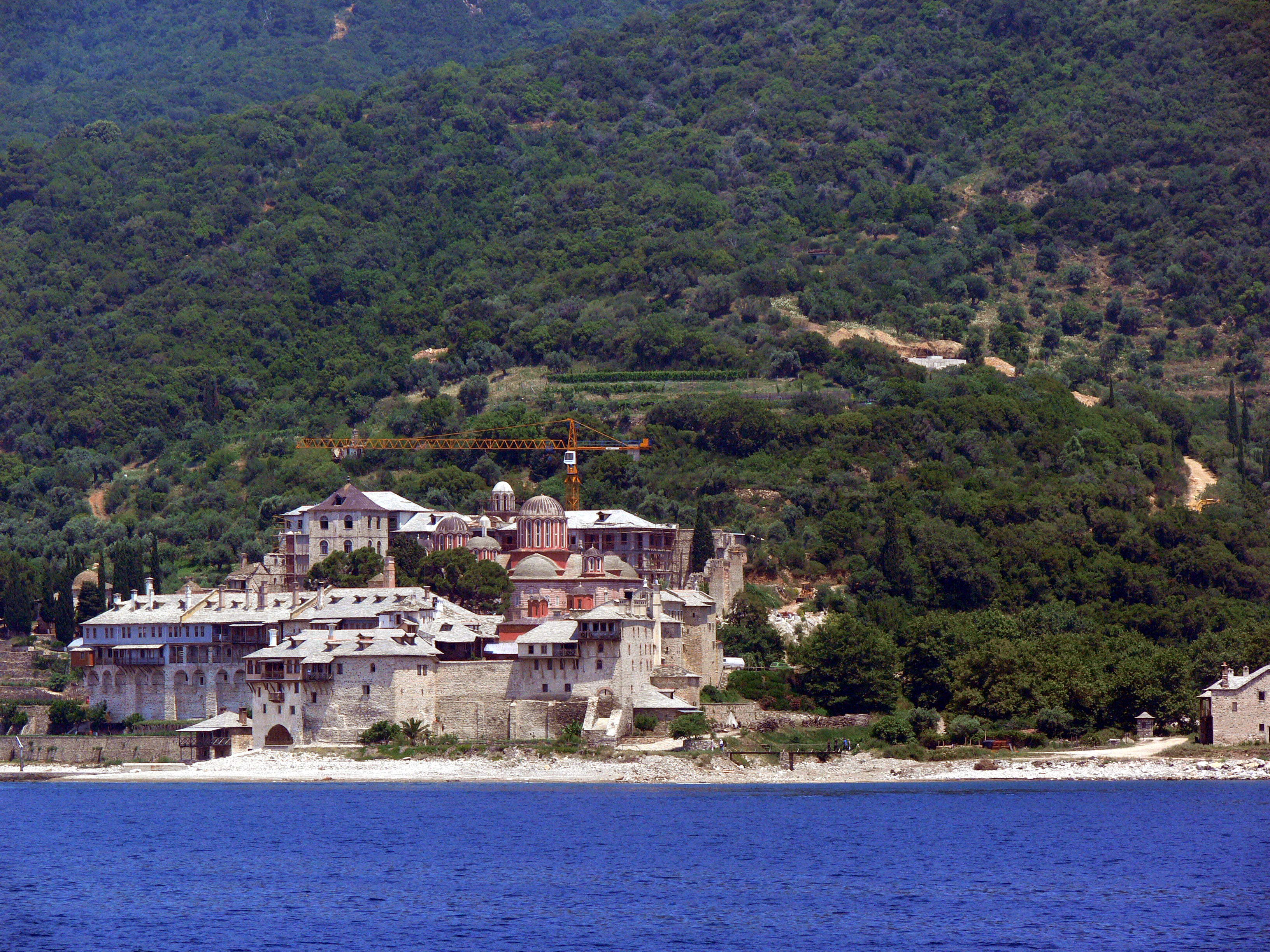
クセノフォントス修道院

一般旅行者は、テッサロニキやその周辺の町で、観光クルーズに参加して、その船上からクセノフォントス修道院や聖パンテレイモン修道院（アギウ・パンテレイモノス修道院）など、まるで要塞のような外観を持つ大修道院や黒い僧服を着た修道士たちの姿を眺めることができる。
この地に女人禁制が敷かれたのは1406年のことで、それ以来今日まで600年にわたって厳格に守られ続けている。女性と単独の未成年は入国禁止となっており、それは家畜の雌の入来さえ禁止するという徹底したものである。禁欲である修道士たちにとって、女性とは神に仕えるべき道を迷わせてしまう存在であった。また、女性を乗せた船は「聖地を汚さない」ために、アトス半島の岸から500m以内に近づくことができないとされている。女性たちは、修道士の姿を、岸から離れた沖合の船上から、遠目に見ることしか許されていない。とはいえ、歴史的には、難民や漂流した女性を受け入れたことはあったという。こうした女人禁制に対して欧州議会は2003年に男女均等指令に従って撤廃するよう要請している。国内の家畜は雄に限定され、雌が許容されるのはネズミ捕りのための猫だけである。このため国内では家畜の繁殖もない。
自治国内には携帯電話のアンテナ塔があり、一般の電話も通じており、外界との通信手段となっている。

## 独特の時間規定
アトス自治修道士共和国では、今でも古代ローマの時代に定められたユリウス暦が用いられている。また、時刻も日没をもって午前0時、すなわち一日の始まりと定めている。

## 首都カリエス

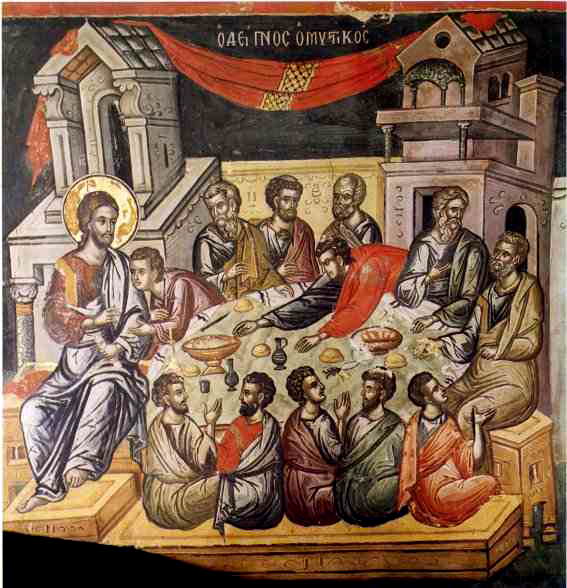
『機密制定の晩餐』16世紀のフレスコ画

住人である修道士や来訪者である巡礼者たちが必ず訪れるのがカリエスである。カリエスはアトスの政庁所在地で、ギリシャの自治区、神聖共同体の行政の中枢をになっており、聖庁、「国会」、またベーカリーなどが所在する。カリエスには公衆電話もあり、国際電話もつながる。また、1960年代以降は道路が多数開通し、自治国内部の移動手段として自動車が使用されている。
カリエスに所在するプロタトン聖堂はアトス山地域に現存する最古の建築物で、中期ビザンティン建築の典型的な平面内接十字型の教会堂である。10世紀から11世紀にかけてはこの聖堂で長老会議が行われ、「第一人者」（プロトス）と称される修道院共同体の指導者が選出された。時を告げる鐘楼があり、巨大な壁画があり、また、多くの古いイコンやフレスコ画が納められていることでも知られる聖堂である。

## 政治組織

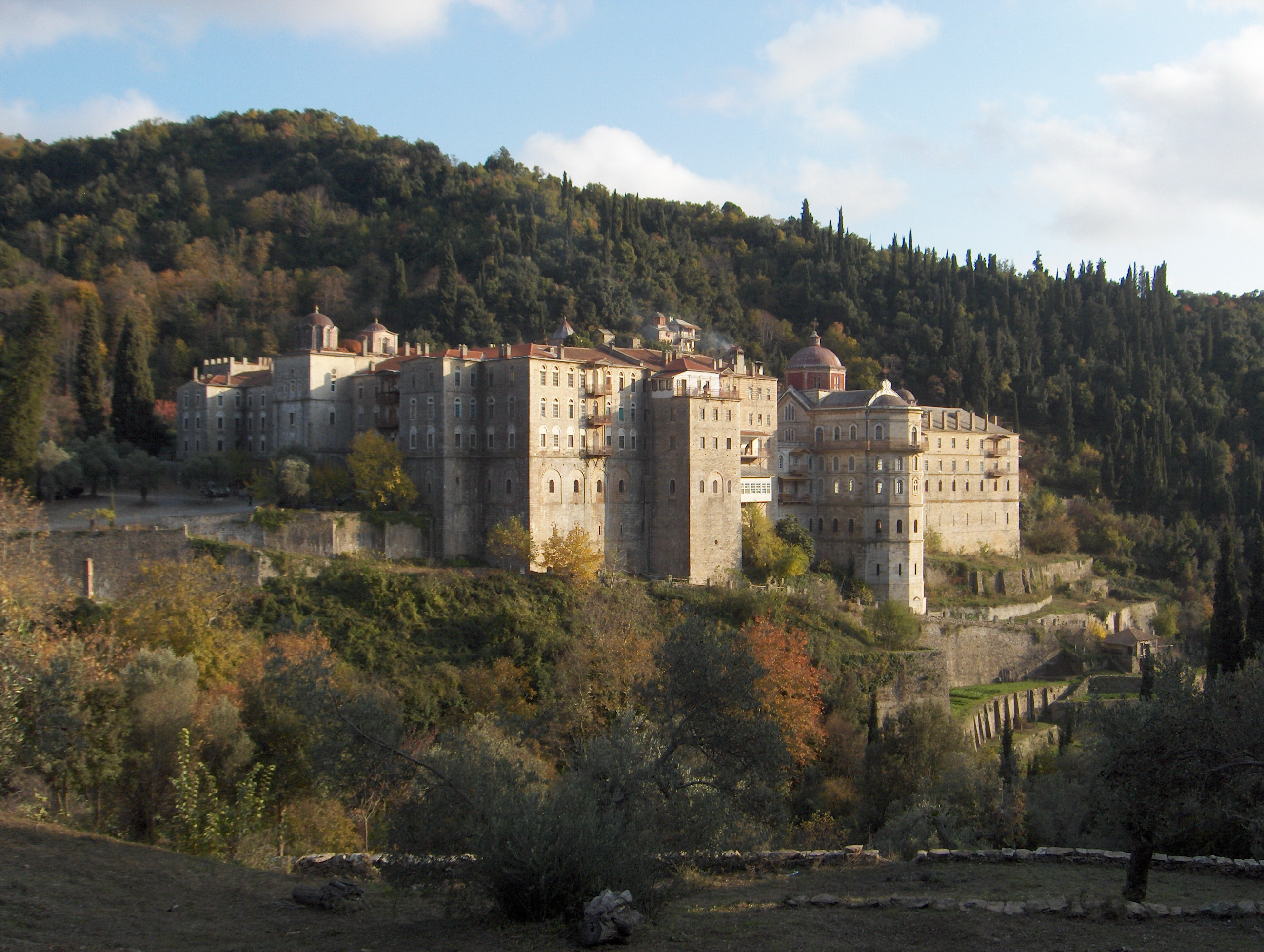
ゾクラフウ修道院

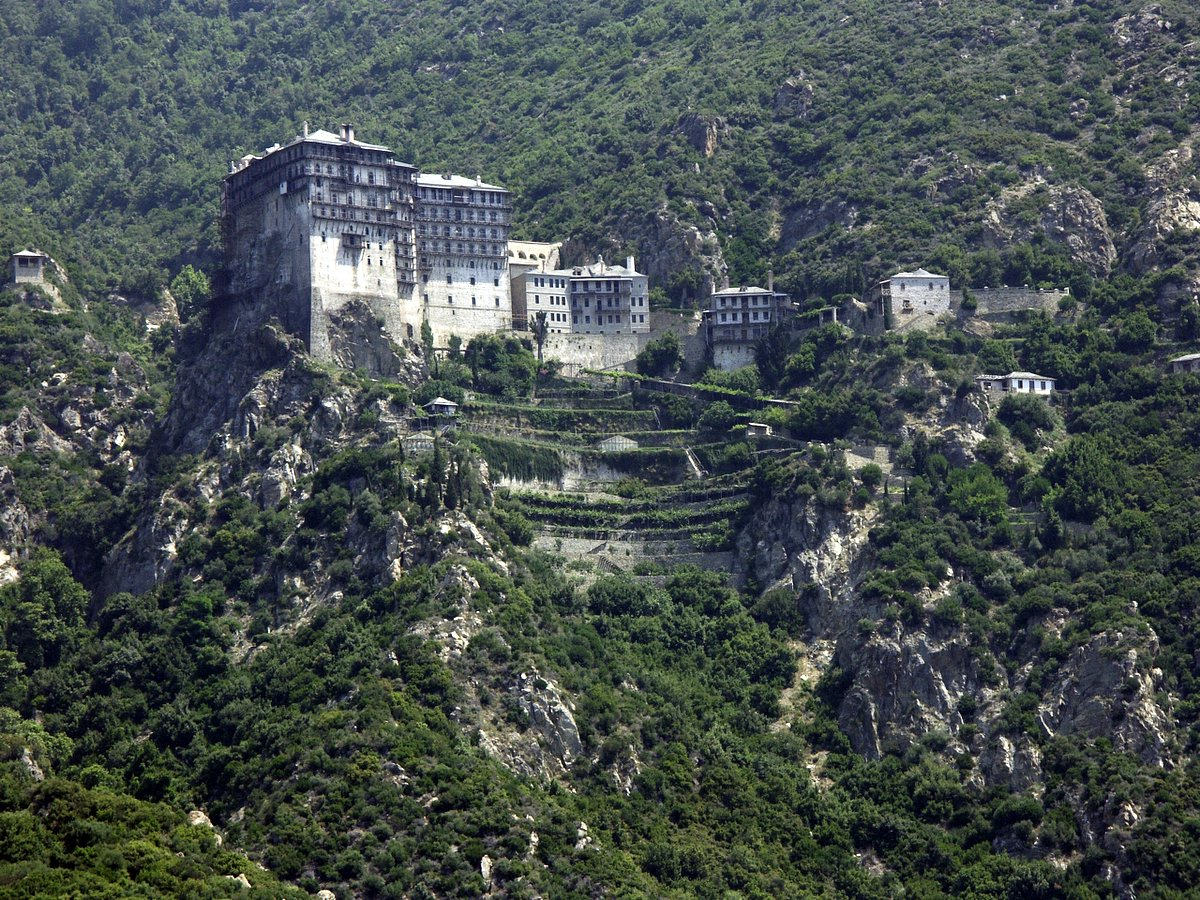
シモノス・ペトラ修道院

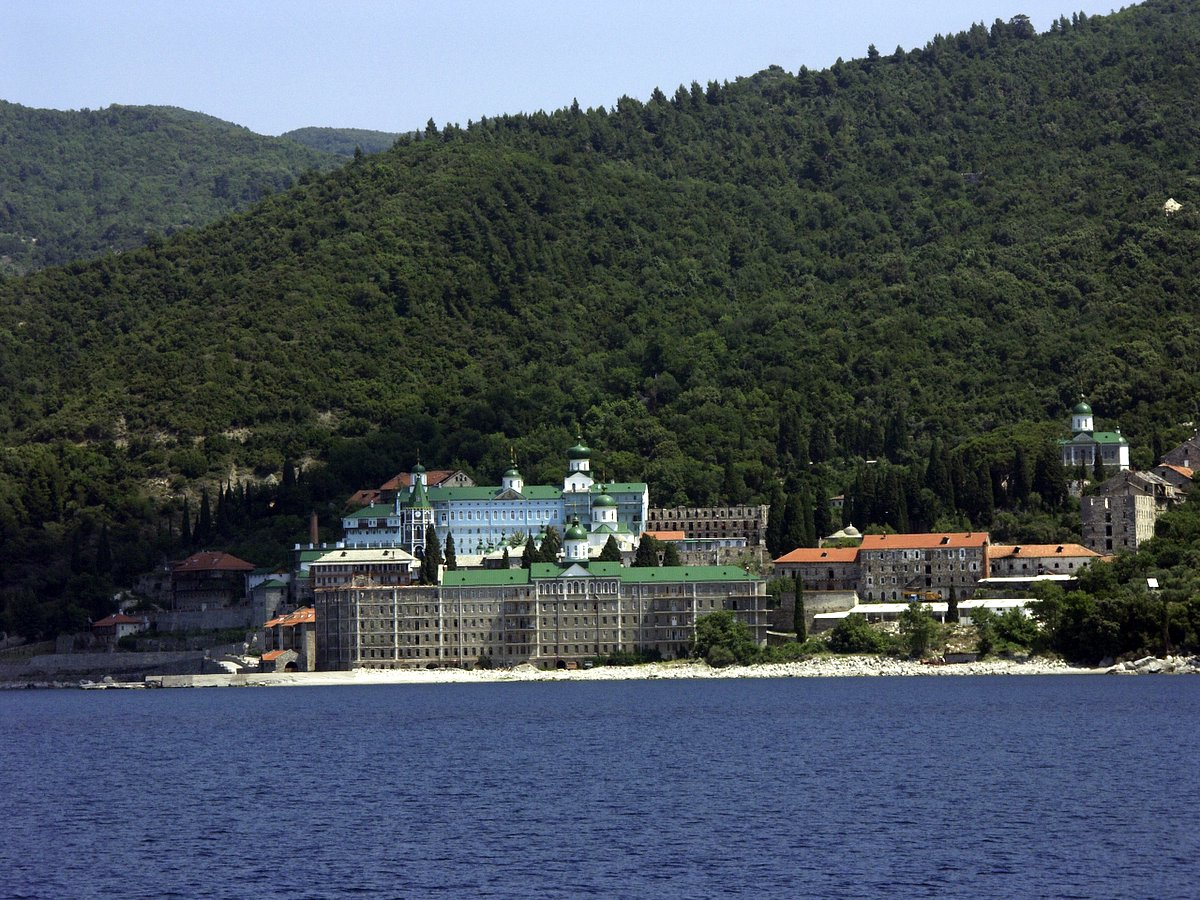
聖パンテレイモン修道院

アトス自治修道士共和国は、その上部団体であるプロトスProtos とともに、執行委員会として4組織から成る「神聖な局」（Iera Epistassia）を有し、20の神聖な修道院の代表から構成される「神聖な共同体」（Iera Kinotita）によって統治される。行政当局は、ギリシャ外務省によって任命された民政長官によって代行される。そのおもな義務は機関と社会的秩序の機能の監督である。共和国は、霊的な面ではコンスタンディヌーポリ総主教庁の直接的な管轄のもとにある。
20の修道院のそれぞれでは、共和国政府は、修道士たちの共同体によって選ばれる終身の典院の手中にある。彼は修道院全体の君主であり、霊的な父親でもある。全ての修道士は霊的師父である典院に敬意を払い、絶対服従が義務付けられ、典院は聖務全般と食堂での正餐を取りしきる。修道士たちも職務を与えられるが、私的財産は認められていない。共同体の協定は立法機関（「国会」）によっている。他の施設（回廊、ケリ、小屋、草庵）は修道院に帰属し、"homologo"と呼ばれる証書によって修道士に割り当てられる。以上が、キノヴィオンとよばれる、共住制の規律のもとで共同生活を厳格に守ろうとする修道の方式である。
他方、イディオリスミオンとよばれる個々の修道士に自由な生活を認める方式も認められてきた。この場合は、奉神礼と祭日の食事以外は、修道士各人が自由に食事をとり、祈りを捧げる生活を送ったものであり、修道院運営は集会にまかされ、絶対的な権力をもつ修道院長は存在しない。修道士が修道院に奉仕すれば個別に報酬が与えられ、広い部屋をもつことや個人的な従者を雇うことも許されてきた。この形態はギリシャ人の個人主義的傾向と合致し、1970年ごろまでは半数近くの修道院がこの方式を採用していたが、現在ではキノヴィオンこそが修道院本来のかたちであるとして、多くの修道院がイディオリスミオンから移行している。
また、それぞれの修道院の管轄を越えてスキテと呼ばれる、より小さな共同体（別院）が12あり、半島のいたるところに多くの隠れ屋があって隠修士たちの庵となっている。スキテはもともと修行の場を意味する言葉から派生したことばである。スキテでは、修道士たちが工芸的な手仕事にも励み、金銀細工、木彫、コンボスキニオンなどをつくり、イコンも描いた。これは金銭に換えられる場合もある。禁欲生活を望む全ての人は、入山の際、初心者か僧として承認され、それ以上の厳しい手続きなしでギリシャの市民権を取得することができる。俗人にとって半島への訪問は可能であるが、上述のとおり特別許可を必要とする。
アトス山に置かれた20の修道院のうち、16院はギリシア人が多いが、他の4院は外国正教会との関係を持つ。ヒランダル修道院はセルビア正教会、ゾクラフウ修道院はブルガリア正教会、イヴィロン修道院はグルジア正教会、聖パンテレイモン修道院はロシア正教会にそれぞれ帰属する。また、12のスキテのうち、ルーマニア正教会に属する別院、ブルガリアに属する別院はそれぞれ2か所ずつある。